# Open Water 2: Adrift
Open Water 2: Adrift (ook verschenen als Open Water 2 en als Adrift) is een Duitse thriller uit 2006 van regisseur Hans Horn. De film is volgens de reclameaffiches op waargebeurde feiten gebaseerd, evenals voorganger Open Water uit 2003. De film was al geschreven voor Open Water werd opgenomen en pas nadat die film een hit was geworden (en dit zogenaamde vervolg al was opgenomen) werd gekozen om deze film Open Water 2 te noemen.

## Verhaal
Vier oude vrienden van vroeger (Amy, Zach, Lauren en Dan) gaan samen met James, de man van Amy en Michelle, de scharrel van Dan, een vaartocht maken met de boot van Dan. Ook Sara, de baby van Amy gaat mee. Deze tocht vindt in de buurt van Mexico plaats en gaat over de volle zee.
Amy zag als kind haar vader voor haar neus verdrinken en heeft sindsdien een grote angst voor water. Toch besluit ze met moeite mee te gaan. Tijdens het varen (er is geen land meer te bekennen) stoppen ze om een stuk te gaan zwemmen. Nadat de anderen in het water liggen, wil Dan Amy van haar watervrees afhelpen. Dit doet hij door haar op te tillen en samen over boord te springen. Deze actie brengt Amy in een shock. Maar daar blijft het niet bij. Zach is vergeten om de zwemtrap uit te gooien en de zes vrienden kunnen hierdoor de boot niet meer op.
De boot is te hoog om vanuit het water op te klimmen en pogingen om via de vlag of alle zwemkleding die aan elkaar is gebonden, aan boord te komen, mislukken. Nog meer problemen komen er als James het duikersmes dat een van hen in een kuitholster bij zich heeft, verliest en erachteraan duikt. Wanneer hij geen adem meer heeft gaat hij te snel weer naar de oppervlakte waarna hij zijn hoofd tegen de romp van de zeilboot stoot. Dit bezorgt hem een schedelbasisfractuur.
Nog moeilijker wordt het als Zach het mes in de boot probeert te steken. Dan wil hem tegenhouden en in de strubbeling die ontstaat, krijgt Zach het mes in zijn borst. Michelle, al een tijd erg angstig, verdrinkt vlak daarna ook.
Inmiddels wordt het almaar donkerder en baby Sarah is nog steeds aan boord. James en Zach kunnen niet aan hun verwondingen geholpen worden en zo ontstaat er wel een erg benauwde situatie waardoor Zach en James doodgaan. Ondertussen is de baby wakker geworden en begint te huilen. Lauren is het wachten zat en probeert naar de kust te zwemmen.
Als Dan met de duikbril na uren zoeken het begeeft, slaat hij deze uit kwaadheid op de achtersteven van de boot. Hierdoor krijgt hij het glas van de duikbril in de hand waardoor hij een idee krijgt. Hij zwemt naar de trapjesdeur en steekt het stuk glas van de duikbril tussen de spleet van de trapjesdeur. Hierdoor roept hij Amy om op Dan te klimmen, om zo aan boord te kunnen.  Als Amy aan boord is, geeft ze Dan de kans om ook aan boord te komen. Dan heeft echter spijt van wat hij gedaan heeft en besluit zichzelf te verdrinken. Als Amy ondertussen in de slaapkamer een beetje rust genomen heeft, gaat ze het dek op, op zoek naar Dan.
Amy treft Dan in het water aan terwijl hij langzaam wegzwemt. Ze springt in het water en redt Dan. Als ze Dan gered heeft, komt de dag na het ongeval een vissersboot om de boot van Dan heen varen die steeds "Ahoy'" roept. Wanneer de vissersboot al weg is komt Amy kijken op het dek, en wordt Dan in beeld getoond die op het dek ligt. Het einde ging ervan uit dat Dan en Amy het gered hadden, maar in het einde blijkt het een beetje onduidelijk te zijn of Dan gestorven is of niet. Of Lauren de tocht zwemmend naar de kust heeft overleefd, wordt eveneens niet duidelijk.

## Rolverdeling
- Susan May Pratt - Amy
- Richard Speight - James
- Niklaus Lange - Zach
- Ali Hillis - Lauren
- Cameron Richardson - Michelle
- Eric Dane - Dan